# Buenos Aires (provincie)

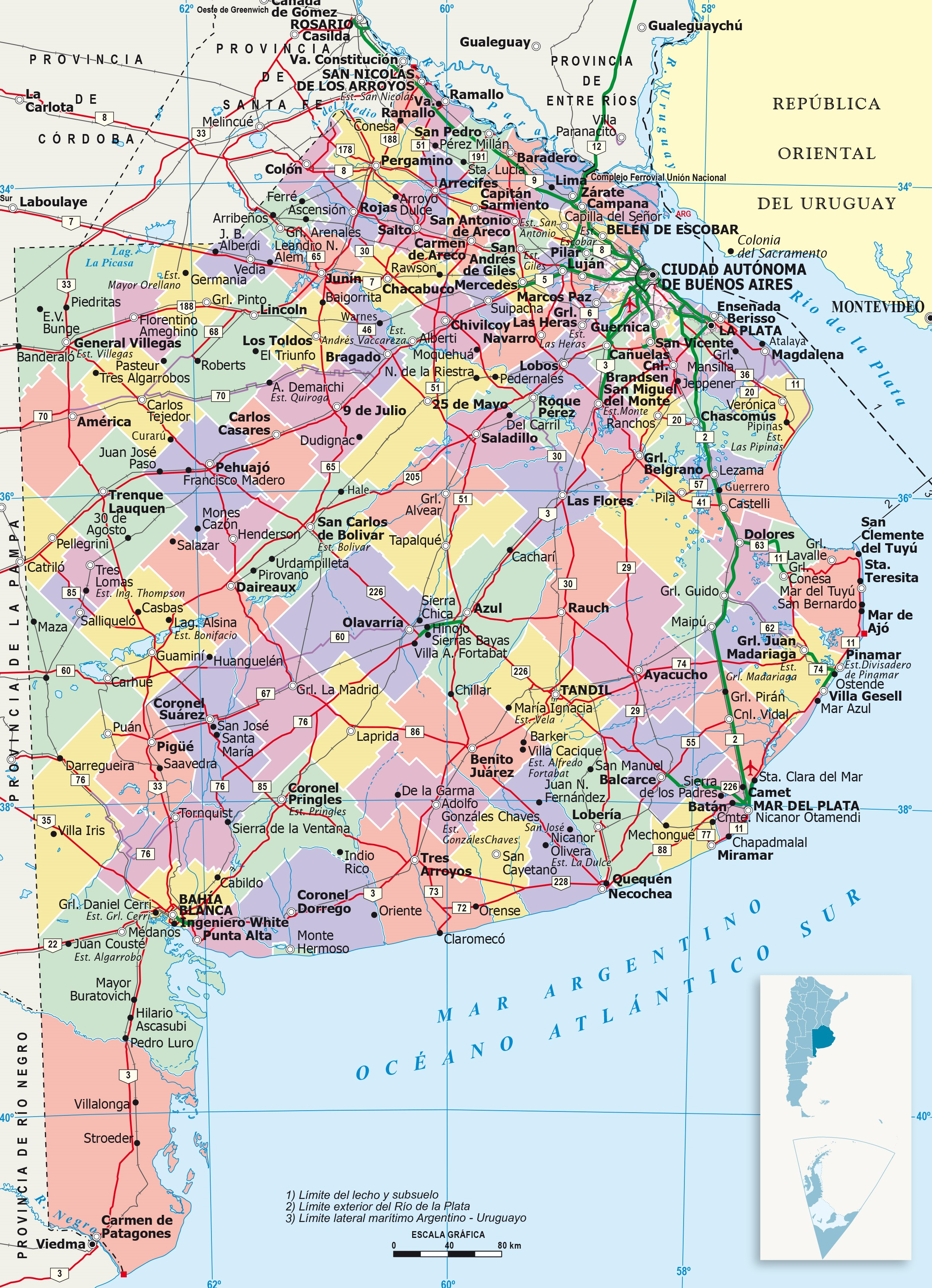
Správní rozdělení provincie, město La Plata je označeno červeným bodem. Stav před rokem 2009, kdy vznikl okres Partido de Lezama

Buenos Aires je největší a nejlidnatější provincie v Argentině. Leží na východě země, rozloha činí 307 571 km², žije zde zhruba 15,5 milionu obyvatel. Hlavním městem provincie je La Plata. Součástí provincie je většina metropolitní oblasti a aglomerace Gran Buenos Aires, která obklopuje argentinské hlavní město Buenos Aires, jež je samostatnou správní federální jednotkou a nepatří tak do stejnojmenné provincie.
V provincii leží Villa Epecuén, v minulosti turistické lázeňské městečko, nyní město duchů.

## Administrativní dělení
Provincie se dělí na 135 územních celků, zvaných partidos (administrativní centra jsou v závorce). Ty jsou na úrovni okresu a v zásadě odpovídají departementům v ostatních argentinských provinciích. Oproti nim jsou však zároveň nejnižšími samosprávnými jednotkami na úrovni obce. Sice se dělí na čtvrtě (localidas), z nichž některé mají status města, ty však nemají vlastní samosprávu a jsou spíše administrativního charakteru.
1. Adolfo Alsina (Carhué)
2. Adolfo Gonzales Chaves (Adolfo Gonzales Chaves)
3. Alberti (Alberti)
4. Almirante Brown (Adrogué)
5. Arrecifes (Arrecifes)
6. Avellaneda (Avellaneda)
7. Ayacucho (Ayacucho)
8. Azul (Azul)
9. Bahía Blanca (Bahía Blanca)
10. Balcarce (Balcarce)
11. Baradero (Baradero)
12. Benito Juárez (Benito Juárez)
13. Berazategui (Berazategui)
14. Berisso (Berisso)
15. Bolívar (San Carlos de Bolívar)
16. Bragado (Bragado)
17. Brandsen (Brandsen)
18. Campana (Campana)
19. Cañuelas (Cañuelas)
20. Capitán Sarmiento (Capitán Sarmiento)
21. Carlos Casares (Carlos Casares)
22. Carlos Tejedor (Carlos Tejedor)
23. Carmen de Areco (Carmen de Areco)
24. Castelli (Castelli)
25. Chacabuco (Chacabuco (Buenos Aires))
26. Chascomús (Chascomús)
27. Chivilcoy (Chivilcoy)
28. Colón (Colón)
29. Coronel Dorrego (Coronel Dorrego)
30. Coronel Pringles (Coronel Pringles)
31. Coronel Rosales (Punta Alta)
32. Coronel Suárez (Coronel Suárez)
33. Daireaux (Daireaux)
34. Dolores (Dolores)
35. Ensenada (Ensenada)
36. Escobar (Belén de Escobar)
37. Esteban Echeverría (Monte Grande)
38. Exaltación de la Cruz (Capilla del Señor)
39. Ezeiza (Ezeiza)
40. Florencio Varela (Florencio Varela)
41. Florentino Ameghino (Florentino Ameghino)
42. General Alvarado (Miramar)
43. General Alvear (General Alvear)
44. General Arenales (General Arenales)
45. General Belgrano (General Belgrano)
46. General Guido (General Guido)
47. General La Madrid (General La Madrid)
48. General Las Heras (General Las Heras)
49. General Lavalle (General Lavalle)
50. General Madariaga (General Juan Madariaga)
51. General Paz (Ranchos)
52. General Pinto (General Pinto)
53. General Pueyrredón (Mar del Plata)
54. General Rodríguez (General Rodríguez)
55. General San Martín (General San Martín)
56. General Viamonte (General Viamonte)
57. General Villegas (General Villegas)
58. Guaminí (Guaminí)
59. Hipólito Yrigoyen (Henderson)
60. Hurlingham (Hurlingham)
61. Ituzaingo (Ituzaingo)
62. José C. Paz (José C. Paz)
63. Junín (Junín)
64. La Costa (Mar del Tuyú)
65. La Matanza (San Justo)
66. La Plata (La Plata)
67. Lanús (Lanús)
68. Laprida (Laprida)
69. Las Flores (Las Flores)
70. Leandro N. Alem (Vedia)
71. Lezama (Lezama)
72. Lincoln (Lincoln)
73. Lobería (Lobería)
74. Lobos (Lobos)
75. Lomas de Zamora (Lomas de Zamora)
76. Luján (Luján)
77. Magdalena (Magdalena)
78. Maipú (Maipú)
79. Malvinas Argentinas (Los Polvorines)
80. Mar Chiquita (Coronel Vidal)
81. Marcos Paz (Marcos Paz)
82. Mercedes (Mercedes)
83. Merlo (Merlo)
84. Monte (San Miguel del Monte)
85. Monte Hermoso (Monte Hermoso)
86. Moreno (Moreno)
87. Morón (Morón)
88. Navarro (Navarro)
89. Necochea (Necochea)
90. Nueve de Julio (Nueve de Julio)
91. Olavarría (Olavarría)
92. Patagones (Carmen de Patagones)
93. Pehuajó (Pehuajó)
94. Pellegrini (Pellegrini)
95. Pergamino (Pergamino)
96. Pila (Pila)
97. Pilar (Pilar)
98. Pinamar (Pinamar)
99. Presidente Perón (Guernica)
100. Puán (Puán)
101. Punta Indio (Verónica)
102. Quilmes (Quilmes)
103. Ramallo (Ramallo)
104. Rauch (Rauch)
105. Rivadavia (América)
106. Rojas (Rojas)
107. Roque Pérez (Roque Pérez)
108. Saavedra (Pigüé)
109. Saladillo (Saladillo)
110. Salto (Salto)
111. Salliqueló (Salliqueló)
112. San Andrés de Giles (San Andrés de Giles)
113. San Antonio de Areco (San Antonio de Areco)
114. San Cayetano (San Cayetano)
115. San Fernando (San Fernando)
116. San Isidro (San Isidro)
117. San Miguel (San Miguel)
118. San Nicolás (San Nicolás de los Arroyos)
119. San Pedro (San Pedro)
120. San Vicente (San Vicente)
121. Suipacha (Suipacha)
122. Tandil (Tandil)
123. Tapalqué (Tapalqué)
124. Tigre (Tigre)
125. Tordillo (General Conesa)
126. Tornquist (Tornquist)
127. Trenque Lauquen (Trenque Lauquen)
128. Tres Arroyos (Tres Arroyos)
129. Tres de Febrero (Caseros)
130. Tres Lomas (Tres Lomas)
131. Veinticinco de Mayo (Veinticinco de Mayo)
132. Vicente López (Olivos)
133. Villa Gesell (Villa Gesell)
134. Villarino (Médanos)
135. Zárate (Zárate)